# أنطيوخوس الثاني
أنطيوخوس الثاني  (286 ق.م - 246 ق.م) (باليونانية القديمة: Αντίοχος Β' Θεός) و هو ثالث ملوك الدولة السلوقية و ابن أنطيوخوس الأول حكم من (261 ق.م - 246 ق.م).
لقد ورث الحرب في مصر و حدثت في عهده الحرب السورية الثانية و أراد أن يكون له موطأ قدم في تراقيا.
بسبب انشغاله في الحرب مع مصر, الحاكم اندراكوراس في فرثيا أعلن استقلاله و الحاكم دويودوتس أيضاً ثار في باكتريا في 255 ق.م , و اوجد مملكة إغريقية بخترية و التي توسعت في 180 ق.م لتكون المملكة الهندية الإغريقية (180 - 1 ق.م).
انهى الحرب السورية الثانية مع بطليموس الثاني و تزوج من ابنته برينيس, خلف انطوخيوس الثاني ابنه سلوقس الثاني.